# Birkanyírás 2.
A Birkanyírás 2. (eredeti cím: Barbershop 2: Back in Business) 2004-es amerikai filmvígjáték, amelyet Kevin Rodney Sullivan rendezett. A filmet 2004. február 6-án mutatta be a Metro-Goldwyn-Mayer. A 2002-es Birkanyírás című film folytatása és a Birkanyírás-filmsorozat második része.

## Rövid történet
Egy chicagói fodrászüzlet tulajdonosát arra kényszerítik, hogy adja el az üzletet egy ingatlanfejlesztőnek, de szembe kell néznie azzal, hogy ez milyen hatással lenne összetartó közösségére.

## Szereplők
| Szerep             | Színész                | Szinkronhang         |
| ------------------ | ---------------------- | -------------------- |
| Calvin             | Ice Cube               | Barabás Kiss Zoltán  |
| Eddie              | Cedric the Entertainer | Bácskai János        |
| Jimmy              | Sean Patrick Thomas    | Betz István          |
| Terri              | Eve                    | Orosz Anna           |
| Isaac              | Troy Garity            | Csík Csaba Krisztián |
| Ricky              | Michael Ealy           | Rajkai Zoltán        |
| Dinka              | Leonard Earl Howze     | Sótonyi Gábor        |
| Quentin Leroux     | Harry Lennix           | Beratin Gábor        |
| Alderman Brown     | Robert Wisdom          | Uri István           |
| Jennifer           | Jazsmin Lewis          | Solecki Janka        |
| Fred               | Carl Wright            |                      |
| Tolakodó srác      | DeRay Davis            |                      |
| Kenard             | Kenan Thompson         | Szvetlov Balázs      |
| Gina               | Queen Latifah          | Simon Eszter         |
| Loretta            | Garcelle Beauvais      |                      |
| Mr. Johnson        | Sam Sanders            |                      |
| Miss Emma          | Jackie Taylor          | Némedi Mari          |
| Shawna             | Julanne Chidi Hill     |                      |
| Keisha             | Linara Washington      |                      |
| Joyce              | Marcia Wright          |                      |
| Calvin Palmer, Sr. | Javon Johnson          |                      |
| Samir              | Parvesh Cheena         |                      |
| Williams nyomozó   | Tom Wright             |                      |
| Artis              | Chris Tinsey           | Cs. Németh Lajos     |
| Benny              | Brian P. Weddington    |                      |
| Horace             | Jay Deep               |                      |
| Jiwanda            | Tamara Anderson        |                      |
| Kwame              | Leon S. Rogers, Jr.    | Garai Róbert         |
| Lamar              | J. David Shanks        |                      |
| Lloyd              | Allen Edge             |                      |
| Tévébemondó        | Dick Johnson           | Garai Róbert         |

## Folytatás
2014. március 26-án a Deadline Hollywood arról számolt be, hogy az MGM tárgyalásokat folytat Ice Cube-bal egy harmadik Birkanyírás-film elkészítéséről.
2015. március 19-én az MGM bejelentette, hogy a stúdió szerződést kötött Cedric the Entertainerrel, Queen Latifah-val és Nicki Minajjal, hogy szerepeljenek a filmben. Malcolm D. Lee rendezi a filmet, a forgalmazásért pedig a New Line Cinema (a Warner Bros. forgalmazásában) felel. A film 2016. április 15-én került a mozikba.